# 김정희

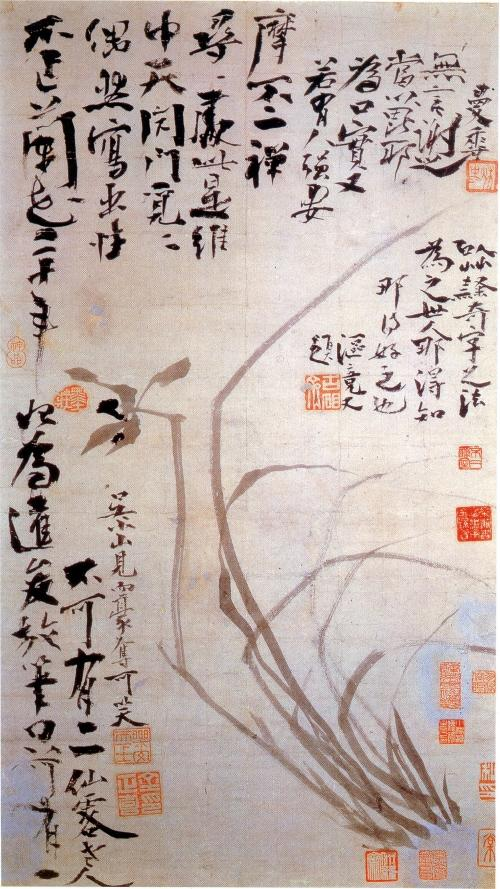
김정희가 그린 불이선란도(不二禪蘭圖)

김정희(金正喜, 1786년 ~ 1856년)는 조선 후기의 대표적인 서예가, 금석학자, 고증학자, 화가, 실학자이다. 조선국 승문원 검교 등을 지냈다.

## 주요
본관은 경주이고, 자는 추사(秋史)·원춘(元春), 호는 완당(阮堂)·예당(禮堂)·시암(詩庵)·과파(果坡)·노과(老果)·농장인(農丈人)·보담재(寶覃齋)·담연재(覃硏齋)·천축고선생(天竺古先生) 등등 오제봉(吳濟峯)이 조사, 수집한 ≪추사선생아호집 秋史先生雅號集≫에 의하면 무려 503개나 된다.(史에 붓잡이 뜻도 있어서인지 보통 추사로 알려져 있다.) 노론 북학파 실학자이면서 화가, 서예가였다. 한국 금석학의 개조(開祖)로 여겨지며, 한국과 중국의 옛 비문을 보고 만든 추사체가 있다. 그는 또한 난초를 잘 그렸다.

## 일생
1809년(순조 9) 생원이 되고, 1819년 식년시(式年試) 병과(丙科)에 급제하고 세자시강원설서, 예문관검열을 지냈다. 그뒤 삼사의 언관을 거쳐 효명세자의 사부로써 보도하였으며, 1823년 규장각대교가 되었다가 충청우도암행어사로 나갔다. 그뒤 의정부의 검상(檢詳), 1836년(헌종 2년) 성균관대사성과 병조참판, 이조참판 등을 역임하였다.
1830년 생부 김노경이 윤상도의 옥사에 연루되어 고금도(古今島)에 유배되었다가 순조의 배려로 풀려났으나 헌종이 즉위 초, 김정희 자신도 윤상도의 옥사에 연루, 1840년(헌종 6)에 제주도로 유배되었다가 1848년 석방되었다. 1851년(철종 2)에 헌종의 묘를 옮기는 문제에 대한 영의정 권돈인의 예론(禮論)으로 예송 논쟁이 벌어지자 이에 연루되어 함경도 북청으로 유배되었다가 1853년 풀려났다.
추사라는 자와 완당이라는 호를 많이 사용했으나 그밖에 100여개 넘는 별호를 사용했다. 당색으로는 노론으로 외척이었지만 벽파나 탕평당에 들지 않고 북학파가 되었다. 영조의 계비 정순왕후의 친족이었고, 양어머니 남양홍씨를 통해 남연군과 이종사촌간이 된다. 실학자 박제가의 문인으로 연암 박지원의 학통을 계승하였으며, 흥선대원군과 박규수, 효명세자는 그의 문인들이었다.

## 생애

### 생애 초반

#### 출생과 가계
충청도 예산현(현 충청남도 예산군)에서 병조판서를 지낸 김노경과 유준주의 딸 기계 유씨사이에서 맏아들로 태어났으나 아들이 없던 큰아버지 노영의 양자가 되어 한성부로 상경하였다. 그의 가문은 멀기는 했으나 왕실의 이중 외척으로 그가 문과에 급제하자 조정에서 축하를 할 정도로 세력가였다.
당색으로는 노론으로 그의 집안은 서인 중진인 김홍욱의 후손이었다. 노론의 당원이 된 뒤에는 고조부 김흥경이 영조 때의 재상이었고, 증조부 김한신은 영조의 서녀 화순옹주의 부마가 되어 월성위가 되었다. 또한 증조부 김한신과 10촌 형제간인 김한구의 딸은 영조의 계비인 정순왕후 김씨였다.
그의 집안은 노론 외척 계열이었지만 고조부 김흥경과 증조부 김한신은 당파에 초연했고, 추사 역시 벽파나 탕평당에 들지 않고 북학파에 가담하였다. 7세 때 그는 입춘대길이라 쓴 글을 문앞에 붙여 놓으니 지나가던 채제공이 보고는 김정희에게 장차 명필이 되겠다고 칭찬했다고 한다. 서얼 출신으로 시, 서, 화에 모두 능했던 박제가에게 어려서부터 가르침을 받았다. 박제가를 통해 북학파 박지원의 학문을 계승하였다.
영조의 딸 화순옹주가 출가한 월성위 집안에서 태어난 김정희의 집안에는 대대로 명필이 많았다고 한다. 그의 어머니 기계 유씨가 임신한 지 24개월 만에 출산했다는 전설이 있다. 어려서부터 글을 잘 지었다.

#### 청소년기
그러다가 큰아버지 김노영이 귀양 가고, 둘째 큰아버지 김노성, 할머니, 할아버지 등이 죽게 되었다. 그러자 가문을 이어야 한다는 집안의 뜻에 따라 김노영의 양자로 입적된 뒤 15세의 나이로 동갑인 한산 이씨와 혼인한다. 결혼하던 그해 정조가 승하하고(1800년), 그의 증대고모뻘인 김대비(정순왕후)가 수렴청정을 하였으며, 그 연고로 1년 후 1801년, 그의 생부인 김노경은 종3품까지 벼슬이 오른다.
양어머니 남양홍씨를 통해 남연군과 이종사촌간이 된다. 이러한 인연으로 후에 흥선대원군이 김정희의 문하에서 글을 배우게 된다. 생모가 34세로 세상을 떠나자, 비탄과 허무감에 고향 예산으로 내려가 한때 불교에 심취하기도 한다.
스무살 되던 해(1805년) 대왕대비가 승하하고, 그 다음달에는 부인 한산 이씨가 죽었다. 이 무렵 스승 박제가가 유배에서 풀려났다가 집에 돌아온 지 얼마 되지 않아 죽었다. 양어머니도 얼마 뒤 죽었다. 양어머니의 삼년상을 치른 뒤 한 살 아래인 규수와 재혼한다. 이듬해인 1809년(순조 9) 생원시에 장원급제하여 생원이 되고 성균관에 들어가 수학하였다.

### 학문과 사상 형성
16세 때 북학파의 대가이자 3차례 이상 청을 오가며 학문의 폭을 넓히고 있었던 박제가(朴齊家)의 제자가 되면서 그로부터 북학파 사상을 배우고 연암 박지원의 학통을 계승하였다. 이에 따라 그는 청나라의 고증학(考證學)에도 흥미를 가지게 되었다. 1809년(순조 9) 24세 때 동지사(冬至使) 겸 사은사(謝恩使)의 일행이 서울을 떠날 때 그도 부사(副使)인 부친 김노경을 따라 자제군관의 직책으로 연행(燕行) 길에 올랐다.
당시 연경의 학자 옹방강(翁方綱)과 완원(阮元)을 만나 이후 학문 활동에 큰 도움을 받게 되었다. 옹방강은 일찍이 〈사고전서 四庫全書〉의 편찬에 관여했으며, 경학(經學)에 정통하고 문장·금석·서화·시에 능한 학계의 원로였다.
당시 청의 학풍은 한대의 학문을 숭상하고 송나라, 명나라의 성리학을 관념적이라며 배척하는 것이었는데, 옹방강은 한나라와 송나라 학문의 절충을 주장하고 있었다. 청나라 중기의 경학의 대가였던 완원은 실사구시설(實事求是說)을 비롯한 고증학의 학문적 체계수립에 영향을 주었다. 연암 박지원의 북학사상과 청나라 고증학 사상의 영향을 받은 그는 성리학만이 진리라는 생각은 버리게 되었다.

### 관료 생활

#### 청나라 왕래
24세 때인 1810년(순조 10) 아버지 김노경이 청나라에 동지사 겸 사은사로 사신행을 떠날 때 아버지의 시중을 드는 자제군관으로 따라갔다. 6개월 동안 청나라에 머물면서 청나라 제일의 학자 옹방강(翁方綱), 완원(阮元) 등에게 재능을 인정받아 고증학을 배우게 된다. 완원은 자기가 지은 《소재필기(蘇齋筆記)》를 처음으로 김정희에게 기증까지 하였으며, 김정희가 조선에 돌아온 뒤에도 그들과 서신을 주고받았다. 조선에 돌아온 뒤 한동안 벼슬에 나가지 않았다. 그때 〈실사구시설〉 등을 발표하여 북학(北學)의 학문적 수준을 높이는 한편 성리학적 관념론을 비판했다.
김정희는 그밖에도 《주역》에도 조예가 깊었으며, 전각(篆刻)을 예술의 경지로 끌어올렸다. 차(茶)를 좋아하여 한국의 다성(茶聖)이라 불리는 초의 스님, 백파 스님과 친분을 맺었다.
1811년에는 조선 통신사와 면담중이던 코가 세이리(古賀精里)의 청으로 특별히 일본 화가 타니 분초(谷文晁)의 그림 부사산도(富士山圖)에 찬을 썼다. 타니 분초의 다른 그림 산수도(山水圖)에는 태화 이현상이 찬하였다.

#### 과거 급제와 세자의 사부
1819년(순조 19년) 식년시(式年試) 병과(丙科)로 합격하여 권지세자시강원, 예조 참의를 거쳐 세자시강원설서로 효명세자를 보필하였고 예문관검열을 거쳐 삼사의 언관을 두루 역임한 뒤 승문원검교, 1823년 규장각대교, 암행어사 등에까지 올랐다.
그 무렵 친구 조인영의 조카사위이자 19세의 효명세자를 가르치는 세자시강원 보덕을 거쳐 필선이 된다. 하지만 효명세자가 죽고 나자 권력을 잡은 안동 김씨 집안의 김우명이 그를 탄핵하여 파면되었으며, 1830년 그 아버지 김노경은 윤상도(尹尙度)의 옥사에 관련된 혐의로 고금도(古今島)로 귀양을 가게 된다. 김우명은 비인현감으로 있다가 암행어사로 내려온 김정희에게 파직된 바 있었는데, 이때문에 김정희에게 원한을 품고 있었다. 김노경은 순조가 죽던 1834년(순조 34년) 순조의 특별 배려로 유배에서 풀려난다.
충청우도암행어사로 나갔다가 의정부의 검상(檢詳)으로 되돌아온 뒤 1835년(헌종 1년) 친분이 있던 풍양 조씨가 정권을 잡자 성균관 대사성, 이조 참판 이조판서 등에 이르렀다. 1836년(헌종 2) 성균관대사성과 병조참판을 거쳐 다시 성균관대사성을 역임하고 판의금부사(判義禁府事)에 이르렀다.

#### 석학과 고문판독 분야
그는 이전까지 사서육경의 보조 학문으로 존재하였던 금석학(金石學), 사학, 문자학, 음운학, 천산학(天算學), 지리학, 천문학 등의 학문에 대한 포괄적인 연구를 시작하였다. 실생활에 유용한 학문을 연구해야 한다는 박지원과 박제가의 가르침은 그가 실용적인 학문을 찾아서 연구하게 하는 이념이 되었다.
당시 신라와 고려시대의 묘비와 지석 등이 각지에서 발견, 출토되기 시작하면서 문자 해독이 이루어졌고, 금석학은 문자학과 서도사(書道史)의 연구와 더불어 독자적인 학문 분야로 발전하기 시작했다. 그는 조선에서 금석문 연구를 "금석학"의 반열에 올려놓은 선구자이다. 김정희는 청나라에서 고증학을 배울 때 금석학도 함께 배웠다. 그는 금석자료를 호고적(好古的) 취미로 대하던 당시까지의 풍조를 비판하고, 중국의 경우를 들어 금석학이 하나의 독립된 학문으로 발전하였음을 주장하였다. 또 경학과 역사학에서 필수 불가결한 보조적인 학문 분야라고 하여 그 효용을 역설하였다. 청나라에서 귀국한 뒤 친구인 김경연, 조인영 등과 함께 비문을 보러 팔도를 답사하기도 했다. 김정희가 남긴 금석학의 가장 큰 업적은 1816년 당시까지 “무학 대사의 비” 또는 “고려 태조의 비”라고 알려져 있던 북한산 신라 진흥왕 순수비를, 비문에 적힌 “…眞興太王及衆臣巡狩…”라는 구절을 통해 진흥왕의 순수비라는 것을 밝혀냈다. 순수비를 밝혀낸 과정과 그 사실적인 증명은 그가 저술한 《예당금석과안록(禮堂金石過眼錄)》에 기록되어 있으며, 《진흥이비고(眞興二碑攷)》 등과 같은 저서도 남겼다. 그의 학문 태도를 밝힌 글로서 유명한 〈실사구시설〉은 과학적이며 객관적인 방법으로 진리를 탐구해야 한다는 내용으로 되어 있다. 그는 북학파 학문과 청나라의 고증학까지 두루 섭렵하였으므로 경학을 비롯한 모든 분야에서 많은 영향을 받아 자제군관으로 연행을 다녀와 과거에 급제한 후에는 관료생활 틈틈이 금석학 연구에 몰두하였다. 또한 문무왕비와 김인문 묘비 등에서 발견한 신라 성한왕이라는 글자에 주목, 경주 김씨의 역대 족보와 비교, 대조하여 성한왕이 김알지 또는 김알지의 아들인 세한과 동일인이라는 결론을 내리게 된다. 또한 소호금천씨와 파경진백, 투후에 대한 단어도 확인하고 이를 기록으로 남겼다. 이는 하늘에서 내려온 금궤에서 태어났다는 문중의 시조 설화와 배치되는 것이라 여러 사람의 비판을 받는 원인이 됐다. 그리고 금석문 자료를 찾고 보호하는데 많은 노력을 기울이게 되었다. 금석문에 대한 해독, 문자판독에 대한 체계적인 연구와 정리를 바탕으로 후학을 지도하여 조선 금석학파를 성립시켰다. 그의 금석학을 계승한 학자들로서는 신위, 조인영, 권돈인, 신헌, 조면호(趙冕鎬) 등이 있다.

### 생애 후반

#### 유배 생활
그러다가 1840년(헌종 6년) 무렵 안동 김씨가 집권하자 이번에는 김정희 자신이 윤상도(尹尙度)의 옥(獄)에 관련되어 제주도로 유배를 가게 된다. 1842년 음력 11월 부인이 세상을 떠났으며, 그 예순세 살인 1848년 음력 12월 6일에 유배에서 풀려난다. 제주도에서 유배하던 때에 삼국시대로부터 조선에까지 내려오는 한국의 서법을 연구하여 만든 서체가 추사체이다. 이 추사체는 한국의 필법뿐만 아니라 한국의 비문과 중국의 비문의 필체를 연구하는 과정에서 만들어졌다.
유배지에서의 곤궁한 생활 가운데 계속 글과 작품을 썼다. 그의 유배지에는 안동 김씨 세도가의 김유근 등이 찾아오기도 했다.
그의 대쪽 같은 성품은 그 뒤로 안동 김씨의 표적이 되었다고 한다. 그의 친구 권돈인(權敦仁)이 의정부영의정으로 김정희를 돌봐 주었는데, 궁중의 제례와 관련하여 그가 실수를 하게 되었다(→헌종묘천 문제). 1850년(철종 1년) 또는 1851년에 실수한 의정부영의정 권돈인은 물론이고 친구였던 김정희까지 함경도 북청으로 유배를 가게 된다.

#### 출가와 집필생활
북청 유배는 1852년 예순여덟 살 겨울에야 풀려나게 되며, 그동안 지인과 제자로부터 고대의 석기를 모아오게 하여 한국의 고대 문화를 연구하였다고 한다. 12년간의 유배생활을 마친 그는 아버지의 묘소가 있는 과천에 은거하면서 서화와 선학(禪學)에만 몰두했다. 이 때는 안동김씨의 세도가문이라 서용의 명령은 내려졌으나 현직으로 복귀하지는 못했다.
북청에서 돌아온 김정희는 경기도 과천에 과지초당(瓜地草堂)이라는 거처를 마련하고 후학을 가르치며 여생을 보냈으며, 일흔한 살 되던 해에 승복을 입고 봉은사에 들어갔다. 그리고 그해 10월 과천으로 돌아와 생을 마쳤으며, 죽기 전날까지 집필을 하였다고 한다. 작품 중에는 후일 국보 제180호로 지정된 세한도(歲寒圖)와 모질도(耄耋圖), 부작란도(不作蘭圖) 등이 특히 유명하다. 문집으로 완당집, 완당척독 阮堂尺牘, 담연재시고 覃硏齋詩藁 등이 있고 1934년에 간행된 완당선생전집이 있다.

### 사후
서예가로 명성을 날렸고 사후 흥선대원군이 집권한 후 그의 사상과 학문이 재조명되기 시작하였다. 그러나 북학파 사상에 대한 벽파 및 위정 척사파 계열의 반감으로 1910년 대한제국 멸망 이후부터 본격적으로 그의 사상과 학문에 대한 검토, 연구가 시작되었다. 1934년에 가서 그의 문집과 저서, 시문 등을 모은 완당선생전집이 간행되었다.

## 평가
김정희는 많은 사람과 알고 지냈다. 신위, 박규수, 유홍기, 오경석, 민태호, 민규호, 강위 등 중인 계층과 양반 사대부 계층 등을 이끄는 거대한 학파의 지도자였다. 그의 문하생이 많아 “추사의 문하에는 3천의 선비가 있다.”라는 말이 있을 정도였다. 그들은 19세기 후반 개화 사상가로 이름을 남기게 되며, 대원군의 정책도 북학에 기초한 실학사상에 바탕을 두고 있다.
학문에서는 고증학에 뜻을 두어 중국의 학자들과 문연(文緣)을 맺어 고증학을 수입하였고, 금석학 연구로 북한산의 진흥왕 순수비를 고증하는 등 고증적인 공로도 크다.
서예·도서·시문·묵화에서 독창적이며 뛰어난 업적을 남겼으며, 묵화에서는 난초·대나무·산수화 등도 잘 그렸다. 한편 그에게 금석학을 배운 유명한 인물로는 오경석이 있고, 난초를 배운 이는 이하응이 있다.
그리고 지인에게 난초를 그려 줄 때 별호를 다르게 할 때가 잦아 한국의 위인 가운데 가장 많은 별호를 가지고 있다. 추사는 그 가운데 가장 잘 알려진 별호로서 서호(書號)이다.
그러나 다방면에 걸친 업적에 만큼 그에 대한 비판도 만만치 않다. 그 역시도 유교적 권위주의에서 벗어나지 못하여 18세기에 싹튼 풍속화와 진경 산수화를 낮게 평가했다. 평소 불교의 교와 선에 깊은 안목과 수증을 바탕으로 지내었으며 말년에 불법에 귀의하고 과천에서 은거하였다.
추사 연구의 디딤돌을 마련한 사람은 일제시기 경성제국대학 교수를 역임했던 역사학자 후지츠카 지카시(藤塚鄰, 1879~1948)이다. 그는 최초의 전문적인 추사연구가라 할 수 있다. 보기 드문 "추사매니아"이기도 하다. 추사의 인격과 학문에 매료되었던 후지츠카는 한 · 중 · 일 국경을 넘나들며 추사와 관련된 자료들을 광범위하게 수집하여 문집 등 기초자료의 부실을 보완하는 데 일생을 바쳤다.

## 기타
귀양을 가고 풀려나기를 반복하여 일생 동안 귀양살이가 도합 13년이나 되었다.
호는 완당(阮堂)·예당(禮堂)·시암(詩庵)·노과(老果)·농장인(農丈人) 등 2014년까지 확인된 것만 540여 종에 이른다.
-> 노과(老果) -> 과노(果老)의잘못된 표기 : 과천사는 늙은이라는 뜻임

## 저작

### 저서
- 《금세》
- 《완당집》

### 그림
- 《묵란도》
- 《초한도》
- 《김정희필 세한도》

### 기타
- 《추사 김정희 친필 조기복 묘표》

## 화풍
그의 그림 화풍(畵風)은 대체로 소식에게서 비롯된 시, 서, 화 일치의 문인 취미를 계승하는 것이었다. 그는 이를 제2의 직업으로 볼 만큼 전문적으로 하였다. 그림에서도 서권기(書卷氣)와 문자향(文字香)을 주장하여 기법보다는 심의(心意)를 중시하는 문인화풍(文人畫風)을 매우 존중하였다. 또한 그는 필묵의 아름다움을 주장하여 꾸밈없는 고담하고 간결한 필선(筆線)으로 심의(心意)를 노출하는 문기(文氣) 있는 그림을 많이 그렸다.
그는 난(蘭)을 잘 쳤다. 난 치는 법을 예서를 쓰는 법에 비겨서 그는 "'문자향'이나 '서권기'가 있는 연후에야 할 수 있으며 화법(畵法)을 따라 배워서는 안 된다"고 강조하였다. 그의 화풍은 조희룡(趙熙龍), 허유(許維), 흥선대원군 이하응, 전기(田琦), 권돈인 등의 문인들을 통 배출, 계승되었다.

## 가족 관계
- 증조부 : 김한신(金漢藎)
- 증조모 : 화순옹주
  - 할아버지 : 김이주(金頤柱)
    - 양아버지 : 김노영(金魯永) - 백부
    - 양어머니 : 홍대현(洪大顯, 남양홍씨)의 딸 - 백모
      - 부인 : 한산이씨(이희민李羲民의 女)
        - 양자 : 김상무(金商懋)

      - 부인 : 예안이씨(이병현李秉鉉의 女)
      - 측실 : 한씨(韓氏)?
        - 서자 : 김상우(金商佑,또는 金商禹)

    - 친아버지 : 김노경(金魯敬)
    - 친어머니 : 유준주(兪駿注, 기계유씨)의 딸
      - 친동생 : 김명희(金命喜)
      - 친동생 : 김상희(金相喜)

    - 중부 : 김노성(金魯成)
    - 중모 : 이학영(李學永, 한산이씨)의 딸

## 관련 작품

### TV 시리즈
- 《상도》(2002년, MBC) - (배우: 양동재)

## 참고 자료
- 북한산 신라 진흥왕 순수비
- 척화비

- 소준섭 (1996년 7월 10일). 〈추사의 문하에 3천의 선비가 있다〉. 《조선인물실록 1》. 서울: 도서출판 자작나무. ISBN 89-7676-225-8.